# Marius (réacteur)
Marius est une pile atomique, autrement dit un réacteur nucléaire français, construite sur le modèle de la pile de Fermi américaine, qui fut la première pile atomique au monde. Le combustible de Marius est de l'uranium naturel et il développe une puissance  de 30 watts étendue par la suite à 400 watts car la couverture des fosses par les dalles mobiles lui a permis de fonctionner à une puissance beaucoup plus élevée que celle qui était initialement prévue.
Modérée par du graphite, la pile Marius est située dans un premier temps sur le site nucléaire de Marcoule. L'empilement Marius diverge le 6 janvier 1960. Puis il est déménagé  à Cadarache à partir de 1964 ou bien 1965. 
Marius prend la suite du réacteur Aquilon. Il est conçu par Jacques Yvon, et  destiné à l'étude des propriétés des neutrons dans une pile du type graphite-gaz, et en particulier l'influence de la température sur le flux de neutrons. Les essais sont dirigés par une Commission mixte CEA-EDF, mais l'empilement appartient à EDF.
Marius a permis d'effectuer des mesures et de conduire une étude dans des conditions beaucoup plus favorables que celles qui sont rencontrées auprès des réacteurs de puissance soumis à des impératifs de production qui n'ont guère permis aux physiciens d'effectuer en toute sécurité des mesures à proximité immédiate de l'empilement lui-même, voire sur le graphite.